# Шарипов, Исагали Шарипович
Исагали Шарипович Шарипов (15 января 1905 года — 23 февраля 1976 года) — Председатель Президиума Верховного Совета Казахской ССР с 3 января 1961 года по 5 апреля 1965 года.

## Биография
Трудовую деятельность начал с 11-летнего возраста. В 1921-29 гг. председатель исполкома сельского совета. В 1932 г. окончил Коммунистический университет трудящихся Востока в Москве. В 1932—1937 гг. на комсомольской, затем на преподавательской работе. В 1937-38 гг. на партийной и советской работе.
В 1939—53 гг. заместитель председателя Совнаркома, позднее Совета Министров Казахской ССР, в эти же годы и в 1956—1961 гг. постоянный представитель правительства Казахской ССР при правительстве СССР.
В 1953 году избран председателем исполкома Алма-Атинского городского Совета, в 1954 г. — председателем Совета профсоюзов Казахской ССР.
Председатель Президиума Верховного Совета Казахской ССР с января 1960 г. по январь 1965 г.
Член Центральной ревизионной комиссии КПСС (1961—1966).